# Celková efektivnost zařízení
Celková efektivnost zařízení (CEZ), anglicky Overall equipment effectiveness (OEE), je kvantitativním ukazatelem efektivnosti výrobních zařízení. Poskytuje měřitelné srovnání efektivnosti jednotlivých výrobních zařízení. Zahrnuje v sobě více složek ovlivňujících celkovou efektivnost, které lze samostatně vyhodnotit.

## Historie
Ukazatel Celkové efektivnosti zařízení (OEE) vytvořil v 60. letech Seiiči Nakadžima ze společnosti Nippon Denso. Na konci 80. let se tato metodika dostává do povědomí díky rozšíření TPM. V polovině 90. let je pak aplikována v oblasti výroby polovodičových součástek za účelem zvýšení produktivity výrobních zařízení. Postupně metodiku přijala i ostatní odvětví průmyslové výroby.

## Definice
Základní myšlenka metodiky spočívá ve vztahu:
OEE = Užitečný čas zařízení / Disponibilní čas zařízení,
kde
- Užitečný čas zařízení – doba, kdy zařízení vyrábí shodné výrobky
- Disponibilní čas zařízení – doba, kdy by mělo zařízení vyrábět

Rozdíl mezi užitečným časem a disponibilním časem je dán mírou využití, výkonu a kvality. Nejčastější vyjádření vztahu pro výpočet OEE používá právě tyto tři ukazatele:
OEE = Availability x Performance x Quality,
kde
- Availability (dostupnost, využití) – poměr mezi výrobním časem a disponibilním časem
- Performance (výkon) – poměr mezi čistým výrobním časem a výrobním časem
- Quality (kvalita) – poměr mezi užitečným výrobním časem a čistým výrobním časem

Pro praktický výpočet uvedených ukazatelů se používají následující definice a vztahy.

### Availability
Poměr mezi výrobním časem a disponibilním časem. Výrobním časem se myslí doba, kdy je zařízení v chodu. Disponibilním časem se pak myslí očekávaná doba chodu zařízení. Pro výpočet se používá vzorec v tomto tvaru:
Availability = Operating Time / Loading Time,
kde
- Operating Time – skutečná doba běhu zařízení
- Loading Time – očekávaná doba běhu zařízení

### Performance
Poměr mezi skutečným výstupem a plánovaným výstupem. Pro výpočet se používá vzorec v těchto tvarech:
Performance = Total Output / Potential Output,
Performance = (Total Output * Ideal Cycle Time) / Operating Time,
kde
- Total Output – celkový počet vyrobených kusů
- Potential Output – plánovaný počet vyrobených kusů
- Ideal Cycle Time – plánovaná délka cyklu (výroby jednoho kusu)
- Operating Time – skutečná doba běhu zařízení

### Quality
Poměr mezi výstupem kvalitních výrobků a výstupem všech výrobků. Pro výpočet se používá vzorec v tomto tvaru:
Quality = Good Output / Total Output,
kde
- Good Output – počet vyrobených kvalitních kusů
- Total Output – celkový počet vyrobených kusů

## Příklad výpočtu
Zjištěné hodnoty z výroby:
- Zařízení běžící ve třísměnném provozu má definován disponibilní čas: 22 hod a 50 min
- Zařízení bylo ve skutečnosti v běhu: 16 hod 4 min a 29 s
- Zařízení během této doby vyrobilo: 2000 kusů
- Z toho shodných kusů bylo:1970 kusů
- Předepsaná délka cyklu je: 28,3 s

Výpočet:
Availability = Operating Time / Loading Time
Availability = 16,075 hod / 22,83 hod = 0,704 = 70,4 %
Performance = (Total Output * Ideal Cycle Time) / Operating Time
Performance = [(2000 * 28,3 s) / 3600] / 16,075 hod = 0,979 = 97,9 %
Quality = Good Output / Total Output
Quality = 1970 ks / 2000 ks = 0,985 = 98,5 %
OEE = Availability x Performance x Quality
OEE = 0,704 * 0,979 * 0,985 = 0,679 = 67,9 %
Uvádí se, že špičkové společnosti po úspěšné realizaci TPM dosahují OEE na úrovni 85%. Většina výrobních společností však dosahuje OEE na úrovni asi 60%.